# 長野エフエム放送
長野エフエム放送株式会社（ながのエフエムほうそう、Nagano FM Broadcasting Co., Ltd.）は、長野県を放送対象地域としてFM放送（超短波放送）を行っている特定地上基幹放送事業者である。
愛称・通称はFM長野（エフエムながの）、コールサインはJOZU-FM。JFN系列局。

## 概要
本社および演奏所は松本市に所在し、長野県全域を放送対象地域とする民間放送局では唯一、県庁所在地を拠点としていない。
キャッチフレーズはEVER GREEN STATION。また2005年10月に同局では大幅な番組改編を実施しており、その改編に合わせて使用されているVoyage with Youの新キャッチフレーズも併用しているが、EVER GREEN STATIONに関してはキャッチフレーズよりも、コーポレートスローガンとして位置付けられている。2008年10月に開局20周年を迎え、ジングルが変更されている。また、毎年12月1日から同月25日までは一部のジングルがクリスマス仕様となる。

## 沿革
- 1982年（昭和57年）10月27日 - 長野県など22地区23府県にFM放送の周波数が割り当てられる[3]。
- 1987年（昭和62年）11月13日 - 会社設立。
- 1988年（昭和63年）10月1日 - 民間放送FM局としては全国で27番目に開局。
- 1995年（平成7年）4月1日 - 文字多重放送（見えるラジオ）開始。コールサインはJOZU-FCM。
- 2002年（平成14年）4月27日 - 長野市南千歳にサテライトスタジオ「IVYスタジオ」オープン。
- 2010年（平成22年）5月21日 - 「IVYスタジオ」閉鎖。
- 2011年（平成23年）10月3日 - インターネットIPサイマルラジオ「radiko」に参加、同日12時より実用化試験配信を開始[4][5][6]。
- 2014年（平成26年）3月31日 -  文字多重放送廃止。

## 会社概要
本社
- 〒390-8520長野県松本市本庄一丁目13番5号

長野支社
- 長野市南千歳一丁目10番6号 藤栄ビル

東京支社
- 東京都千代田区麹町一丁目8番地 JFNセンター

## 資本構成
企業・団体は当時の名称。出典：

### 2015年3月31日
| 資本金 | 発行済株式総数 |
| ------ | -------------- |
| 1億円  | 16,000株       |

| 株主                         | 株式数  | 比率   |
| ---------------------------- | ------- | ------ |
| アルピコホールディングス     | 6,827株 | 42.67% |
| ジャパンエフエムネットワーク | 1,120株 | 07.00% |
| 信濃毎日新聞                 | 1,000株 | 06.25% |
| 信越放送                     | 1,000株 | 06.25% |
| ニッポン放送                 | 0,560株 | 03.50% |
| 日本経済新聞社               | 0,560株 | 03.50% |
| 中日新聞社                   | 0,560株 | 03.50% |
| 読売新聞東京本社             | 0,560株 | 03.50% |

## 周波数・出力
| 親局           | 周波数  | 空中線電力 | 備考     |
| -------------- | ------- | ---------- | -------- |
| 長野（美ヶ原） | 79.7MHz | 1kW        | [ 注 2 ] |
| 中継局         | 周波数  | 空中線電力 | 備考     |
| 善光寺平       | 83.3MHz | 100W       |          |
| 飯山・野沢     | 81.8MHz | 30W        |          |
| 聖             | 78.1MHz | 100W       |          |
| 小海           | 80.3MHz | 100W       |          |
| 松本           | 86.4MHz | 10W        |          |
| 岡谷・諏訪     | 81.8MHz | 50W        |          |
| 木曽福島       | 81.5MHz | 10W        |          |
| 飯田           | 88.3MHz | 100W       |          |
| 大鹿           | 81.8MHz | 1W         |          |

サービスエリアは長野県のほぼ全域、新潟県及び山梨県の各一部である。

## 放送時間
- 平日・土曜 - 24時間放送（月曜と土曜のみ5:00、その他は4:00起点。ただし火曜 - 金曜も番組表の上では『Memories & Discoveries』の途中、5:00を起点としている）
- 日曜 - 5:00 - 25:30（翌日 1:30）、月曜 1:30 - 5:00は放送機器点検のため休止（ただし、1時29分で放送休止アナウンスが流れる）

## 自社制作番組
2024年9月時点。

現在の番組の詳細は、公式サイトのオリジナルプログラムあるいはタイムテーブルを参照。

### 現在
毎日
- FM NAGANO POWER PLAY
- FM長野ニュース

※全国ニュースはJFNC制作『JFNニュース』を放送。また同局制作のローカルニュースでは、ニュースが終わる前に「制作・信濃毎日新聞」のアナウンスが必ず付加されている。なお、ニュースタイトルはどちらも共通して『FM長野ニュース』を使用。
- FM-NAGANO Hot Tune

- Traffic Information・交通情報（平日はTraffic Informationとして各ワイド番組に内包、週末は「交通情報」として単独番組で日曜 10:55 - 11:00・土曜、日曜　15:55 - 16:00に放送)

月曜日 - 金曜日
- Oasis 79.7（月曜 - 木曜 7:30 - 10:00）
- clap!（金曜 7:30 - 10:49）
- MAGIC HOUR（月曜 - 木曜 16:00 - 18:50）
  - GLIM SPANKY RADIO Gloaming Nation（水曜 17:05頃 - 17:20頃、MAGIC HOURに内包）
  - ALL AROUND THE GANS（木曜 16:40 - 16:50、MAGIC HOURに内包）
- Best Style!（金曜 11:30 - 12:49）
- 翔べ!FRI-TAG!!（金曜 16:00 - 18:55）
- tA2 no レディオライダー（金曜 20:00 - 20:30）
- あらいはやとの遊びに本気なゴルフ塾（火曜 18:50 - 18:55）
- ヒダカズのココロの授業（水曜 18:50 - 18:55）

週末
- FM-NAGANO Saturday D（土曜 11:00 - 12:00）
- 社会保険労務士法人コーチジャパン HAPPY SMILE 次の一手（第2土曜 12:00 - 12:30）
- 牧村隆輝の昭和アイドル・ポップス大全集（最終土曜 12:00 - 12:30）
- 汐入規予I'm with you.（土曜 18:00 - 18:30）

その他
- 防災の日20○○[注 3] （毎年9月1日 12:00 - 12:54[注 4][13]信越放送、FMぜんこうじ共同制作）
- サーキットデザイン　ニューイヤースペシャル　(毎年1月2日　15:00 - 15:55)

## アナウンサー

### 現在
- 伊織智佳子
- 小林新
- 高寺直美

### 過去
- 大岩堅一（フリーアナウンサー・元朝日放送アナウンサー）
- 所沢久美子
- 森野浩司（ZIP-FMへ移籍）
- 山崎詠子
- 坂井一正（同局編成制作部 部長）
- 樋口有紀
- 雨宮京子（フリーアナウンサー・経済キャスター）
- 澤藤美代子（フリーパーソナリティ・FM BIRD所属、現在は澤美代子名義で活動中）
- 黒岩美奈子
- 中田絵美子
- 藤重亜美（エフエム石川へ移籍、現在はフリー）
- 田中利彦[14]
- 藤原梨香（テレビユー福島契約アナウンサー→PR Tableエディター）
- 向井優

## パーソナリティ

### 現在
- 本間香菜子
- 小出マサト
- バカボン鬼塚
- 飯野美紗子（NOW ON AIR）
- 最上純子

### 過去
- 小林夏樹
- 梶田伸太朗
- まるやまけいこ
- 渡辺麻衣子
- 佐々木香代
- 真篠沙織
- 小出真保
- 有銘琴絵
- 武田徹[16]
- 湯澤かよこ
- 塩澤有輔
- 成美（元オトメ☆コーポレーション）
- 唐木さやか
- 松山三四六[15][17][18]
- 大久保ノブオ（ポカスカジャン）
- ダイナマイトマンダム
- 寺岡歩美（sugar me）
- 細貝恵美

## スタジオ

### 現在
- 松本スタジオ（松本市・本社）

外からの見学が可能で、スピーカーで放送が聞こえるようになっている。

### 過去
- IVY Studio（長野市・IVY SQUARE）

2002年から2010年まで運用されたサテライトスタジオ。主に『346 GROOVE FRIDAY』で使用。
- 長野スタジオ（長野市・長野支社）

IVY Studio開設以前から主に金曜夕方の生放送番組で使用されていた非公開型のスタジオ。IVY Studio閉鎖後は、『346 GROOVE FRIDAY』や『Best Style!』で使用していたが、2021年4月からは経費削減のため松本スタジオに一本化された。

## インターネット配信
- 2011年1月26日 - auスマートフォン・携帯電話向けの民放FM52局ストリーミング配信サービス「LISMO WAVE」にて全国配信開始（2019年9月30日をもって終了）。

- 2011年10月3日 - インターネットIPサイマルラジオ「radiko」に参加、同日12時よりインターネットを利用しての試験配信が実施される[4][5][6]。長野県では長野エフエム放送と信越放送が試験配信を実施[6]、当初の配信対象地域は長野県のみとなる。

- 2011年12月5日 - Android・iPhone向けのJFN系FM局ストリーミング配信サービス「ドコデモFM」にて全国配信開始（2021年2月28日をもって終了）。

- 2014年4月1日 - radikoのエリアフリー有料配信サービス「radiko.jpプレミアム」による全国配信開始。

## その他
当局含めたJFN系列38局はACジャパン（旧・公共広告機構）の正会員企業の一つである。
かつて、石川県および富山県の北陸中日新聞には3分の1サイズでFM長野の番組表が掲載されていた（現在は掲載を終了）。また、石川県鳳至郡柳田村（当時、現在の石川県鳳珠郡能登町）の柳田村有線テレビ放送（現在の能登町有線テレビ放送）では、開局から2001年までFM長野の再送信を実施していた（詳細は当該項目を参照）。